# Abendgarderobe

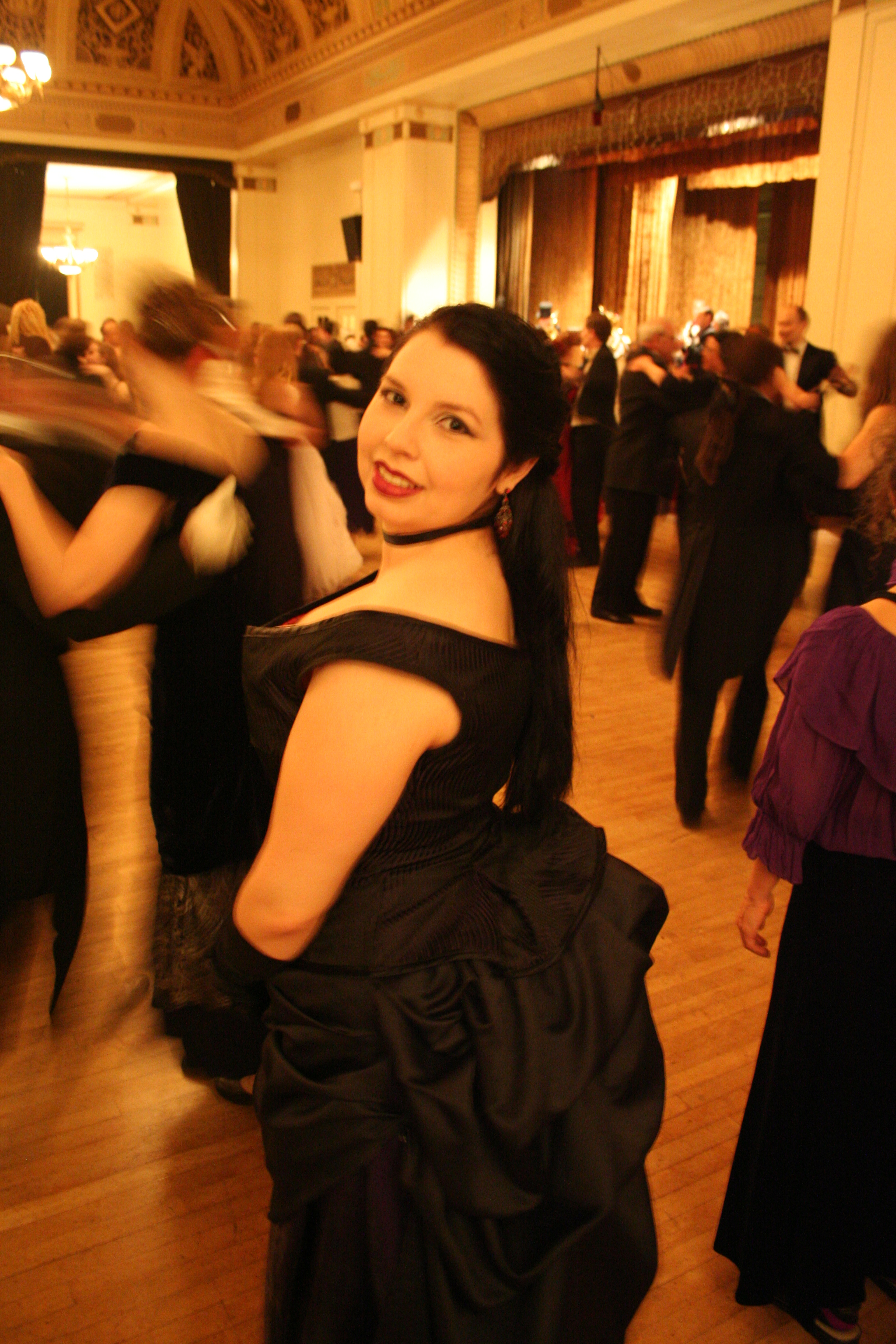
Abendkleid

Als Abendgarderobe bezeichnet man Kleidung, die sich durch Besonderheiten in Stoff, Schnitt und Aufputz von der normalen Kleidung unterscheidet und abends zu festlichen Gelegenheiten getragen wird. Sie folgt bestimmten Konventionen und Kleiderordnungen.
Bei Männern wird meist ein schwarzer Smoking gewählt. Je nach Anlass reicht als Abendgarderobe ein dunkelblauer oder schwarzer Sakkoanzug und dazu ein weißes Hemd mit Krawatte oder Fliege. Meistens wird eine Fliege getragen, und das Hemd sollte eine Umschlagmanschette haben. Edle Lederschuhe oder Lackschuhe gehören ebenfalls zu der Abendgarderobe. 
Bei Frauen wird regelmäßig das elegante Abendkleid als Garderobe gewählt, wobei hier deutlich mehr Spielraum in Schnitt und Farbwahl besteht. Für die meisten Anlässe ist ein kurzes schulterfreies Cocktailkleid aus edlem Stoff oder ein eleganter Hosenanzug möglich. Das Dekolleté sowie Art und Größe des Schmucks sollte dem Anlass angemessen gewählt werden.

## Großer Gesellschaftsanzug

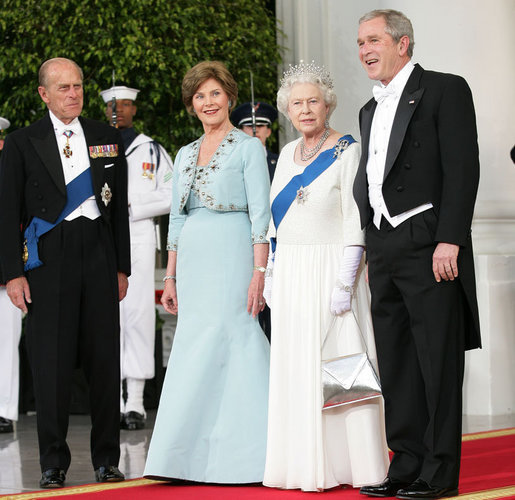
White Tie – großer Gesellschaftsanzug und aufwändiges Abendkleid

Bei besonders festlichen Anlässen wie Staatsempfängen oder dem Wiener Opernball wird  der Frack gefordert. Der Frack ist der große Gesellschaftsanzug für den Abend. Auf der Einladung wird das mit white tie, cravate blanche oder großer Gesellschaftsanzug vermerkt. Das Gegenstück für den Tag ist der Cut oder auch Cutaway genannt. 
Bei Bällen sind Glacéhandschuhe erwünscht. 
Frauen tragen ein Ballkleid oder ein aufwendiges Abendkleid. Anstatt klassischer Gesellschaftsanzüge können Männer, sofern sie Angehörige uniformierter Organisationen sind, auch den dafür gedachten Gesellschaftsanzug oder die Galauniform tragen. Zu Frack und Uniform werden Orden in Originalgröße getragen.

## Gesellschaftsanzug

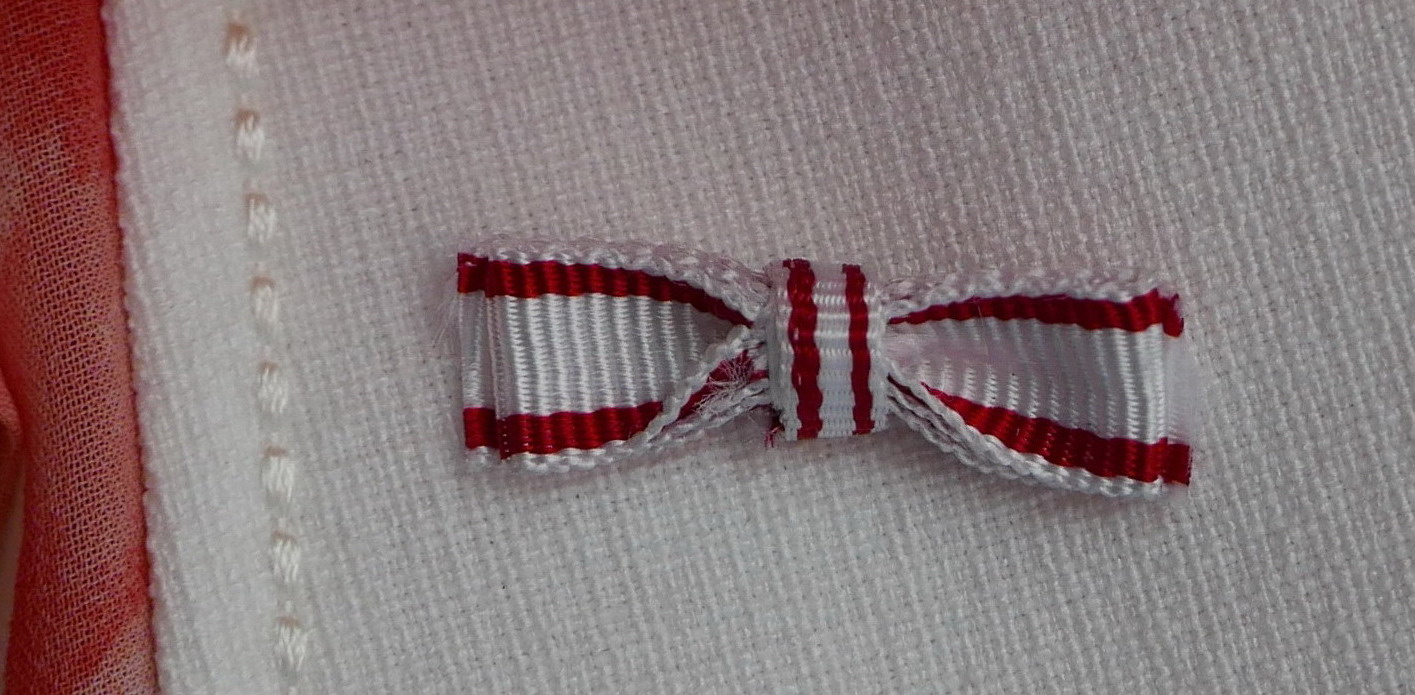
Miniatur des Goldenen Verdienstzeichens der Republik Österreich – Mélanie Berger-Volle (2019)

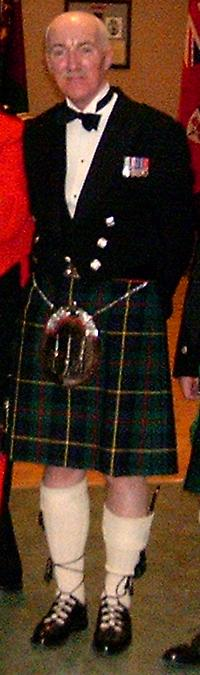
Gesellschaftsanzug mit schottischem Kilt und Orden in Miniatur

Bei weniger festlichen Anlässen wird der Smoking getragen. Dies wird auf der Einladung mit black tie, cravate noire oder Gesellschaftsanzug gefordert sein. Das Gegenstück für den Tag ist der Stresemann. Zu Smoking und Frack trägt man keine Armbanduhr, sondern, falls vorhanden, eine Taschenuhr. In tropischen Ländern, auf Kreuzfahrten oder bei Veranstaltungen im Freien wird der Smoking oft mit weißem Dinnerjacket getragen. Die Damen tragen ein weniger aufwändiges langes Kleid oder ein Cocktailkleid. Orden und Ehrenzeichen werden oft in Miniatur getragen.

## Abweichungen
Je nach Region und Landsmannschaft wird mitunter auch traditionelle Abendkleidung getragen, die von der überregional verbreiteten Konvention abweicht. Zum Beispiel in ländlichen deutschsprachigen Gebieten der Lodenanzug, die Tracht oder für die Damen das Dirndlgewand (landläufig auch als „Dirndl“ bezeichnet). In Schottland ist der Kilt eine klassische Festtagskleidung.